# Jeroen Piket
Jeroen Piket (Leiden, 27 januari 1969) is een voormalig Nederlands schaker. Hij is sinds 1989 grootmeester. In zijn carrière werd hij viermaal Nederlands kampioen schaken. 

## Schaakcarrière
Piket leerde al vroeg schaken; toen hij zeven jaar was, was hij al lid van Schaakvereniging Leiderdorp. Piket komt uit een schaakfamilie: vader Joop was een sterke speler in de hoofdklasse en broer Marcel is FIDE meester. Hij is zes keer jeugdkampioen van Nederland geweest. Toen hij vijftien was, won hij de titel tot en met 20 jaar. In 1986 werd hij Internationaal Meester (IM) en in 1989 FIDE grootmeester (GM).
Vanaf de jaren 90 behoorde Piket tot de top van de wereld. In 1990, 1991, 1992 en 1994 werd hij Nederlands kampioen, en bij de edities van 1995, 1999 en 2000 eindigde hij op de tweede plaats.
1994 was een absoluut succesjaar voor Piket. Na eerst het Nederlands kampioenschap schaken 1994 te hebben gewonnen, zette hij de zegereeks voort met een eerste plaats op de Dortmund Sparkassen Chess Meeting en hetzelfde resultaat bij de Donner Memorial. In datzelfde jaar kwam hij ook heel even de top-10 van de wereldranglijst binnen. Zijn hoogste FIDE-rating was 2.670 punten, die hij behaalde in januari 1995.
In 1996 won hij zowel het Lost Boys Toernooi als het Fontys toernooi en in het Hoogovenstoernooi van 1997 werd hij tweede. In 1998 werd hij 4e op het "Lost Boys" toernooi in Antwerpen. In 1999 speelde Jeroen Piket in een match gelijk tegen Anatoli Karpov. Hij won in 2000 het KasparovChess Internet toernooi voor organisator Garri Kasparov. Hij is lid van Verdienste van de KNSB.
In 2001 won Jeroen Piket het Zeeland Open Schaaktoernooi in Vlissingen, maar stopte daarna plotseling met toernooischaken en vertrok naar Monaco waar hij van 2003 tot 2018 in dienst trad van schaakmecenas Joop van Oosterom als zijn persoonlijk secretaris. Sedert 2019 is hij financieel adviseur.